# Лі Марвін
Лі Ма́рвін (англ. Lee Marvin; 19 лютого 1924, Нью-Йорк — 29 серпня 1987, Тусон) — американський кіноактор. Став знаменитим завдяки своїм незвичайним даним: високий зріст (188 см), біле волосся, низький «загробний» голос. На початку своєї кінокар'єри зарекомендував себе як актор другого плану, йому переважно діставалися ролі лиходіїв, солдатів та різних «похмурих хлопців». Після оскароносної роботи у фільмі «Кет Балу» (1965) Лі Марвіна стали запрошувати на головні ролі, більш героїчні та такі, що викликають співчуття глядачів.

## Біографія

### Ранні роки
Лі Марвін народився у Нью-Йорку у родині торгового менеджера Ламонта Волтмена Марвіна (Lamont Waltman Marvin) і його дружини Кортні Вашингтон Девідж (Courtenay Washington Davidge), що працювала стилістом та консультантом. Ламонт Марвін був прямим нащадком сера Меттью Марвіна (Matthew Marvin), який приїхав до Америки з району Great Bentley графства Ессекс 1635 року і був серед засновників Гартфорда (штат Коннектикут), а Кортні Девідж — знаменитого сімейства Вашингтонів.
У дитинстві Лі Марвін навчався грі на скрипці. Підлітком захоплювався полюванням: на оленів, пум, диких індичок та куріпок у лісах Еверглейдс, тоді ще не мали статусу заповідника". Його виключили з декількох шкіл за погану поведінку, поки він не опинився у католицькому коледжі у містечку Сент-Лео (Флорида).

### Друга Світова Війна
Марвін залишив школу та вступив до 4-ї дивізії морської піхоти США, де служив снайпером. Брав участь у Другій світовій війні, 1944 року його було поранено у битві за Сайпан, за вісім місяців до битви за Іводзіму. Більшість солдатів його взводу загинули. Ця битва назавжди залишила слід у його житті. Лі Марвін отримав «Пурпурне серце» і був комісований за станом здоров'я у чині рядового першого класу. Пізніше поширилися чутки, що Марвін служив разом з телепродюсером та актором Бобом Кишаном, і вони разом боролися на Іводзімі, що не відповідає дійсності.

### Кінематограф
Після війни Лі Марвін був підсобним робітником у невеликому громадському театрі у північній частині Нью-Йорка. Одного разу його попросили підмінити хворого під час репетицій актора. Так, з посади постійного резервного дублера театральних акторів почалася його рання кар'єра на підмостках Нью-Йорка.
1950 року Лі Марвін переїжджає до Голлівуду. Він швидко знаходить собі роботу, стає виконавцем ролей другого плану, з самого початку «застовпити» за собою жанр ковбойського та військового кіно. Ветеран війни, що має нагороди, Лі Марвін дуже переконливо виглядав у військових драмах та часто консультував режисерів та партнерів по майданчику, як реалістичніше зобразити той чи інший епізод бойових дій, як найкраще підібрати костюми, як правильно поводитися зі зброєю. Його дебютною роботою став фільм «Тепер ти у флоті» (You're in the Navy Now, 1951), Лі Марвін виконав у картині маленьку роль, за яку навіть не удостоївся згадки у титрах. 1952 року Марвін з'являється вже у декількох фільмах, серед яких можна виділити вестерн Дона Сігела «Дуель на Сільвер-Крік» (Duel at Silver Creek), ще одну історію про ковбоїв Hangman's Knot і військову драму «Вісім залізних чоловіків» (Eight Iron Men). Наступного року йому пощастило знятися у Фріца Ланга у фільмі «Сильна спека» (The Big Heat, 1953), його партнеркою була Глорія Грем, Марвіну дісталася роль її негідника-дружка. Лі Марвін запам'ятався у маленькій ролі ватажка банди Жуків («The Beetles») у знаменитому фільмі «Дикун» (The Wild One, 1953) з Марлоном Брандо, а також у вестернах Seminole (1953) і «Зброя і лють» (Gun Fury, 1953). Наступним серйозним успіхом стала роль Гектора у фільмі «Поганий день у Блек Року» (Bad Day at Black Rock, 1955) зі Спенсером Трейсі.
Наприкінці 1950-х Марвін повсякчас став виконувати ґрунтовніші ролі. Яскраві роботи у фільмах «В атаку» (Attack, 1956) і The Missouri Traveler (1958), головна роль у популярному поліцейському телесеріалі «M Squad» (1957—1960), й ім'я Лі Марвіна зазвучало на повну силу. Один з критиків назвав актора у ролі лейтенанта поліції «Непохитним, немов цвях».
1960-і роки стали воістину зоряними для актора. Виходять три вестерни «Команчерос» (The Comancheros, 1961), «Людина, яка застрелила Ліберті Веланса» (The Man Who Shot Liberty Valance, 1962, роль Ліберті Веланса) та «Риф Донована» (Donovan's Reef, 1963), у яких Лі Марвін виступає на рівних з Джоном Вейном. Його також запрошують в один з епізодів телесеріалу Combat! («The Bridge at Chalons» (епізод 34, сезон 2, місія 1)), і у знамените шоу «Сутінкова зона» (The Twilight Zone: «The Grave», 1961, епізод 72 і"Steel", 1963, епізод 122).
Завдяки режисерові Дону Сигелу, Марвін з'явився у захоплюючій кримінальній драмі «Вбивці» (The Killers) у ролі гранично зібраного, ділового, що не допускає випадковостей кілера, образ якого через тридцять років буде скопійований Семюелем Л. Джексоном в епохальному «Кримінальному чтиві» Квентіна Тарантіно. Вперше визнання таланту Лі Марвіна досягло таких висот. Фільм «Вбивці» також примітний тим, що у ньому єдину за свою кінокар'єру негативну роль зіграв майбутній президент Сполучених Штатів Рональд Рейган.
1965 року кар'єра Лі Марвіна досягає піку, 1966-о він отримав статуетку «Оскар» як найкращий актор за нетипову для себе комічну роль у пародійному вестерні «Кет Балу» з Джейн Фонда. Такі картини — «Професіонали» (1966) і особливо «Брудна дюжина» (The Dirty Dozen, 1967) — здобули великий глядацький успіх і були удостоєні безлічі кінонагород. Роботу над черговим фільмом, «Постріл впритул» (Point Blank, 1967), Лі Марвін повністю контролював сам. Він запросив до режисерського крісла відомого майстра Джона Бурмена, який повністю відповідав за сюжет та постановку картини, сам же зіграв головну роль — класичного гангстера, що живе по старомодним законам кримінального світу, рухомого помстою у Лос-Анджелесі 1960-х років. 1968 року Марвін продовжив співпрацю з Бурменом та разом із зіркою японського кіно Тосіро Міфуне з'явився у фільмі «Пекло на Тихому океані» (Hell in the Pacific), тепло прийнятому критиками, але не мав великого успіху у публіки. 1969 року вийшов музичний вестерн «Золото Каліфорнії» (точний переклад назви «Розфарбуй свій фургон» — Paint Your Wagon), пісня з нього, «Wand'rin' Star», у виконанні Лі Марвіна несподівано посіла перше місце у британських чартах та протрималася на ньому три тижні (у березні 1970). До цього часу Лі Марвін отримував вже по мільйону доларів за фільм, всього на 200 тисяч менше, ніж Пол Ньюман. До фінансової стороні своєї роботи Лі Марвін ставився неоднозначно:
Перші сорок років свого життя ти намагаєшся влізти у цей довбали бізнес, а інші сорок років намагаєшся з нього вилізти. І кому, питається, це все потрібно ?
у 1970-1980-х роки Лі Марвін виконував різноманітні ролі, «поганих хлопців» у його фільмографії стало набагато менше, ніж на початку кар'єри. Головні фільми 1970-х: «Монті Волш» (Monte Walsh, 1970), «Первинний розріз» (Prime Cut, 1972), «Кишенькові гроші» (Pocket Money, 1972), «Імператор Півночі» (Emperor of the North Pole, 1973), «Продавець льоду гряде» (The Iceman Cometh, 1973), «Банда Спайкс» (The Spikes Gang, 1974), «Людина клану/Палаючий хрест» (The Klansman, 1974), «Закричи на диявола» (Shout at the Devil, 1976), «Великий скаут та котячий будинок по четвергах» (The Great Scout and Cathouse Thursday, 1976) і «Експрес-лавина» (Avalanche Express, 1978). Кандидатура Марвіна розглядалася на роль Квінта у фільмі Стівена Спілберга «Щелепи» (1975), але потім на роль було затверджено Роберт Шоу.
Останню свою велику роль Лі Марвін зіграв у фільмі Семюела Фуллера «Велика червона одиниця» (The Big Red One, 1980). Потім були «Смертельне полювання» (Death Hunt, 1981), «Парк Горького» (Gorky Park, 1983), «Облава» (Dog Day, 1984), «Брудна дюжина: нове завдання» (The Dirty Dozen: The Next Mission, 1985). Останній раз Лі Марвін з'явився на екрані 1986 року у фільмі «Загін «Дельта»», де його партнером став Чак Норріс.

### Особисте життя
Лі Марвін, батько чотирьох дітей, був двічі одружений. Першою його дружиною стала Бетті Ебелінг (Betty Ebeling), вони одружилися у лютому 1951 та прожили разом 16 років. Розлучення було оформлене 5 січня 1967. У цей період свого життя Лі Марвін захоплювався спортивним рибальством у Нижній Каліфорнії та полюванням на качок у районі мексиканського кордону (недалеко від Мехікалі). Потім, 18 жовтня 1970 року, Лі Марвін одружився з Памелою Філі (Pamela Feeley), з якою прожив усе життя. У 1970-ті роки Марвін подовгу жив у Вудстоку (штат Нью-Йорк), регулярно бував у австралійському Кернсі, де ловив марлінів.

### Судовий позов
1971 року Марвіна було притягнуто до суду актрисою Мішель Триола, з якою він довгий час підтримував стосунки (і яка навіть стала називати себе Мішель Марвін). Хоча їхні стосунки так і не були оформлені, подруга Марвіна зажадала виплати аліментів відповідно до законодавства штату Каліфорнія, неначе вони були одружені. У результаті стався великий скандал, який навіть привів до утворення неологізму «palimony» (складене зі слів pal — приятель, дружок і alimony — аліменти). За збігом обставин адвоката, до якого звернулася Мішель Триола, звали Марвін Мітчельсон (Marvin М. Mitchelson), і справа тут же охрестили «Марвін проти Марвіна» (Marvin vs. Marvin) 18 Cal. 3d 660 (1976). Мітчельсон і став автором концепції «palimony», як «шлюбу без обручок», на якій зробив собі ім'я. 1979 року Марвіна зобов'язали виплатити Триолі 104 тисячі доларів «на реабілітацію», але переважно справу нею було програно — суд відмовив у задоволенні позову на половину від зароблених Марвіном засобів (3.5 млн доларів) за час їх відносин (шість років). У серпні 1981 була розглянута апеляція, і суд прийшов до висновку, що Триола взагалі не може претендувати на гроші Марвіна, оскільки між ними не був укладений контракт, який би зобов'язував Марвіна надавати підтримку своєї цивільної дружини у разі припинення їх відносин.

## Вибрана фільмографія
| Рік  |    | Українська назва                       | Оригінальна назва                | Роль                    |
| ---- | -- | -------------------------------------- | -------------------------------- | ----------------------- |
| 1952 | ф  | Ми не одружені!                        | We're Not Married!               | Пінкі (немає в титрах)  |
| 1953 | ф  | Сильна спека                           | The Big Heat                     | Вінс Стоун              |
| 1953 | ф  | Дикун                                  | The Wild One                     | Чіно                    |
| 1953 | ф  | Незнайомець з револьвером              | The Stranger Wore a Gun          | Ден Курт                |
| 1954 | ф  | Бунт на «Кейне»                        | The Caine Mutiny                 | «Фрикадельки»           |
| 1955 | ф  | Поганий день у Блек Році               | Bad Day at Black Rock            | Гектор Девід            |
| 1956 | ф  | Семеро повинні померти                 | Seven Men from Now               | Білл Мастерс            |
| 1957 | ф  | Округ Рейнтрі                          | Raintree County                  | Орвілл Перкінс          |
| 1962 | ф  | Людина, яка застрелила Ліберті Веленса | The Man Who Shot Liberty Valance | Ліберті Веланс          |
| 1963 | ф  | Риф Донована                           | Donovan's Reef                   | Томас Алоізіус Гілхулі  |
| 1964 | ф  | Вбивці                                 | The Killers                      | Чарлі Стром             |
| 1965 | ф  | Кет Балу                               | Cat Ballou                       | Кід Шеллін/Тім Строн    |
| 1965 | ф  | Корабель дурнів                        | Ship of Fools                    | Тенні                   |
| 1966 | ф  | Професіонали                           | The Professionals                | Генрі «Ріко» Фардан     |
| 1967 | ф  | Брудна дюжина                          | The Dirty Dozen                  | майор Джон Райсман      |
| 1967 | ф  | Постріл впритул                        | Point Blank                      | Вокер                   |
| 1968 | ф  | Пекло на Тихому океані                 | Hell in the Pacific              | Американський пілот     |
| 1969 | ф  | Пофарбуй свій фургон                   | Paint Your Wagon                 | Бен Рамсон              |
| 1970 | ф  | Монті Волш                             | Monte Walsh                      | Монті Волш              |
| 1973 | ф  | Імператор Півночі                      | Emperor Of The North             | А № 1                   |
| 1973 | ф  | Продавець льоду гряде                  | The Iceman Cometh                | Теодор «Гіккі» Гікмен   |
| 1974 | ф  | Банда Спайкса                          | The Spikes Gang                  | Гаррі Спайкс            |
| 1980 | ф  | Велика червона одиниця                 | The Big Red One                  | сержант                 |
| 1983 | ф  | Парк Горького                          | Gorky Park                       | Джек Осборн             |
| 1985 | тф | Брудна дюжина: Нове завдання           | The Dirty Dozen: Next Mission    | майор Джон Райсман      |
| 1986 | ф  | Загін «Дельта»                         | The Delta Force                  | полковник Нік Олександр |

## Премії та нагороди
- Оскар (1966)
- «Золотий глобус» (1966)
- BAFTA (1966)
- Шаблон:Срібний ведмідь (1965)

### Золотий глобус
- 1970

Номінація — Найкраща чоловіча роль (комедія або мюзикл) («Золото Каліфорнії»)
- 1966

Найкраща чоловіча роль (комедія або мюзикл) («Кішка Балу») — переможець.

### Берлінський кінофестиваль
- 1965

Переможець:
Срібний ведмідь за найкращу чоловічу роль («Кішка Балу»)

### BAFTA
- 1966

Переможець:
Найкращий іноземний актор («Кішка Балу»)
Найкращий іноземний актор («Вбивці»)

### Оскар
- 1966

Найкраща чоловіча роль («Кішка Балу») —переможець.